# آرش دو زوي
آرش دو زوي منظمة فرنسية غير حكومية، أعلنت عن نشاطها في إندونيسيا عام 2004، ثم أحدثت ضجة إعلامية سنة 2007 عندما ضبطت وهي تهجّر نحو مائة طفل تشادي وسوداني.